# Bohéries
Bohéries est une localité de Vadencourt et une ancienne commune française, située dans le département de l'Aisne en région Hauts-de-France.
Elle a fusionné en 1811 avec Vadencourt pour former la commune de Vadencourt-et-Bohéries, redevenue Vadencourt, le 1er janvier 1971, à la suite de l'absorption de la commune de Longchamps.

## Histoire
La commune de Bohéries a été créée lors de la Révolution française. Elle fusionne avec la commune voisine de Vadencourt par décret du 20 novembre 1811, confirmée par ordonnance du 19 juillet 1826. La nouvelle entité prit le nom de Vadencourt-et-Bohéries,. La nouvelle entité est devenue Vadencourt, à la suite de la fusion avec Longchamps le 1er janvier 1971.

## Administration
Jusqu'à sa fusion avec Vadencourt en 1819, la commune faisait partie du canton de Guise dans le département de l'Aisne. Elle appartenait aussi à l'arrondissement de Vervins depuis 1801 et au district de Vervins entre 1790 et 1795. La liste des maires de Monceau-le-Neuf est :
| Période                                  | Période | Identité | Étiquette | Qualité |
| ---------------------------------------- | ------- | -------- | --------- | ------- |
|                                          |         |          |           |         |
| Les données manquantes sont à compléter. |         |          |           |         |

## Démographie
Jusqu'en 1819, la démographie de Bohéries était :
| 1793 | 1800 | 1806 |
| ---- | ---- | ---- |
| 23   | 14   | 47   |